# Richard Peirse (Offizier, 1892)

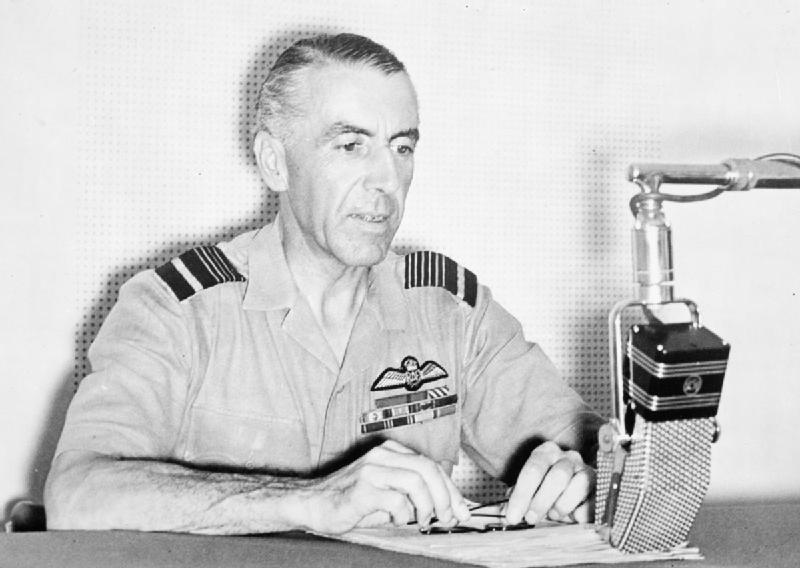
Richard Peirse während des Zweiten Weltkriegs

Sir Richard Edmund Charles Peirse KCB, DSO, AFC (* 30. September 1892 in Croydon, Surrey; † 6. August 1970 in Wendover, Buckinghamshire) war ein britischer Offizier, zuletzt Air Chief Marshal der Royal Air Force.

## Leben
Peirse wurde als einziger Sohn des Offiziers der Royal Navy Richard Henry Peirse geboren und an der Monkton Combe School, auf HMS Conway und am King’s College London erzogen. Er begann seine militärische Karriere als Midshipman der Royal Naval Volunteer Reserve und wurde 1912 Offizier. Im folgenden Jahr kam er zur Grain Island Naval Air Station, wo er das Royal Aero Club Zertifikat Nr. 460 erwarb, und wurde im Mai 1914 Hilfsausbilder an der Central Flying School. Am 1. Juli 1914 erfolgte die Beförderung zum Flight Lieutenant.
Im Ersten Weltkrieg war Peirse im Januar 1915 am Angriff auf Dünkirchen beteiligt, wofür er den Distinguished Service Order erhielt. Im Mai 1915 wurde er zum Flight Commander in der No. 4 Squadron RNAS ernannt. Es folgten Beförderungen zum Squadron Commander 1916 und zum acting Wing Commander im Dezember 1917. Bei der Gründung der Royal Air Force im April 1918 erhielt Peirse den Rang eines temporären Lieutenant Colonel und wurde bei der Einführung des neuen Rangsystems in der RAF im August 1919 in den permanenten Rang eines Squadron Leader eingestuft.
Bis 1922 diente Peirse anschließend als Stabsoffizier in der No. 29 (Fleet) Group der RAF, bevor er das RAF Staff College in Andover besuchte. Ab 1923 befehligte er im Rang eines Wing Commander den Flugplatz RAF Gosport. 1925 wurde er als Stabsoffizier ins Directorate of Staff Duties versetzt und besuchte ab 1927 das neueröffnete Imperial Defence College. Nach seinem Abschluss wurde er 1928 ins Hauptquartier RAF Middle East versetzt. Ab 1929 befehligte er RAF Heliopolis. 1930 ging er zurück nach England, wo er Deputy Director of Operations and Intelligence wurde. Ab 1933 befehligte er das Palestine Transjordan Command der RAF.
Im Januar 1937 wurde Peirse zum stellvertretenden Chef des Luftwaffenstabes (Deputy Chief of the Air Staff) und Director of Operations and Intelligence ernannt und saß ab 1939 im Air Council. Im April 1940 wurde er auf den neu eingeführten Posten des Vice-Chief of the Air Staff eingesetzt und wenig später zum temporären Air Marshal befördert. Am 5. Oktober 1940 löste er den zum Chief of the Air Staff ernannten Charles Portal als Oberbefehlshaber des RAF Bomber Command ab. In der Nacht vom 7. auf den 8. November 1941 setzte er die bis dahin größte Bomberflotte gegen verschiedene Städte in Deutschland trotz schlechter Wettervorhersage ein. 37 der 392 eingesetzten Flugzeuge gingen verloren. Der Luftwaffenstab fand den Angriff für fahrlässig und Peirse wurde zum Januar 1942 abgelöst.
Im Januar 1942 folgte eine neue Verwendung als Air Officer Commanding des Lufthauptquartiers beim ABDACOM in Südostasien. Nach der Auflösung des Kommandos wurde Peirse im März Air Officer Commanding der RAF in Britisch-Indien und wurde hier zum Air Chief Marshal befördert. Im November 1943 wurde er alliierter Oberbefehlshaber der Luftstreitkräfte in Südostasien. Er wurde im November 1944 von seinem Posten abberufen, nachdem seine Affäre mit Jessie Auchinleck, der Ehefrau des Generals Claude Auchinleck, öffentlich wurde. Seine 1915 geschlossene erste Ehe wurde 1945 geschieden und im folgenden Jahr heiratete er seine bisherige Geliebte Jessie. Peirse starb 1970 im Alter von 77 Jahren im Princess Mary’s RAF Hospital auf RAF Halton. Sein gleichnamiger Sohn erreichte in der Royal Air Force den Rang eines Air Vice-Marshal.